# Уилсон, Крис
Кристофер Джозеф «Крис» Уилсон, более известный как Крис Уилсон (англ. Christopher Joseph «Chris» Wilson; 30 декабря 1967 года, Виннипег, провинция Манитоба, Канада) — канадский борец вольного стиля, неоднократный призёр чемпионатов мира и обладатель Кубка мира.

## Спортивная карьера
- Серебряный призёр чемпионата мира (1991), бронзовый призёр чемпионата мира (1993).
- Обладатель Кубка мира (1993, 1994), серебряный призёр Кубка мира (1991), бронзовый призёр Кубка мира (1989, 1990).
- Участник Олимпийских игр 1992 года в Барселоне (8-е место).
- Чемпион Игр Содружества (1994).
- Чемпион мира среди молодёжи (1987).

## Интересные факты
Получил известность, в том числе своей победой над знаменитым советским борцом Арсеном Фадзаевым, став первым борцом выигравшим у Фадзаева за 7 лет в его родной категории до 68 кг. Встречались они трижды: Кубок мира 1989 года, где победил Фадзаев со счетом 9-0; на Играх Доброй воли 1990 года, где одержал победу Уилсон 2-1; и в финале чемпионата мире 1991 года, где победу опять праздновал Арсен Фадзаев со счётом 3-0 тем самым став в шестой раз чемпионом мира.

## Видео
- Игры доброй воли 1990, вольная борьба, до 68 кг: Арсен Фадзаев (СССР) — Крис Уилсон (Канада)
- Кубок мира по вольной борьбе 1993, до 68 кг: Вадим Богиев (Россия) — Крис Уилсон (Канада)